# L'Homme qui murmurait à l'oreille des chevaux (roman)
Pour l’article homonyme, voir L'Homme qui murmurait à l'oreille des chevaux.
L'Homme qui murmurait à l'oreille des chevaux (titre original : The Horse Whisperer) est un roman britannique de l'écrivain Nicholas Evans paru en 1995. Sa publication en français se fait en 1996 chez Albin Michel.

## Résumé
À la suite d'un terrible accident ayant causé la mort de son amie Judith et du cheval de cette dernière, Gulliver, la jeune Grace, 13 ans, se retrouve amputée d'une jambe et traumatisée ; son jeune cheval, Pilgrim, est devenu, lui, totalement inapprochable. Sa mère, Annie, tente par tous les moyens de sauver sa fille et comprend que c'est en recréant le lien qui l'unit à son cheval qu'elle parviendra à sa guérison. Elle emmène ainsi Grace et Pilgrim rencontrer Tom Booker, un « chuchoteur » dans l'espoir de retrouver l'équilibre qu'ils ont tous perdu.

## Thèmes
Le thème principal du livre est axé sur la relation qui existe entre l'homme et le cheval. Il évoque de nouvelles méthodes de communication, jusqu'ici inconnues du grand public. 

## Réception du roman
Le roman est best-seller aux États-Unis en 1995, dixième ouvrage le plus vendu cette année-là avec près de 800 000 exemplaires.
Et c'est à plus de 15 millions d'exemplaires que le roman s'est vendu dans le monde.

## Adaptation
Robert Redford achète les droits du livre pour 8 millions de dollars et porte le livre à l'écran en 1998 dans un film homonyme, L'Homme qui murmurait à l'oreille des chevaux.